# Oxygonitis sericeata
Oxygonitis sericeata är en fjärilsart som beskrevs av George Francis Hampson 1893. Oxygonitis sericeata ingår i släktet Oxygonitis och familjen nattflyn. Inga underarter finns listade i Catalogue of Life.